# Bat Mediaș
Bat Mediaș este o companie de transporturi rutiere de mărfuri din România.
Acționarul majoritar al companiei este Florin Muntean, care controlează 77.01% din capitalul companiei, în vreme ce SIF Transilvania (SIF3) deține 15.73% din totalul acțiunilor. 
Titlurile societății se tranzacționează la categoria de bază a pieței Rasdaq, secțiunea XMBS, cu simbolul BAME[nefuncțională]
.
Număr de angajați în 2009: 184

### Rezultate financiare
- 2007: BAT Mediaș a avut o cifră de afaceri de 16.7 milioane RON, cu un profit net de 6.7 milioane RON [4]
- 2008: BAT Mediaș a raportat o cifră de afaceri de 18.5 milioane RON (în creștere cu 11% față de anul anterior) și un profit net 3.36 milioane RON. [5]
- 2009: rezultatele preliminate pentru 2009 relevă o cifră de afaceri de 23.7 milioane RON (în creștere cu 28%) și un profit net de 6.4 milioane ron. [6]